# Roberto Emílio da Cunha
Roberto Emílio da Cunha (Niterói, Brasil, 20 de junio de 1912-São Paulo, Brasil, 20 de marzo de 1977), más conocido como Roberto, fue un futbolista brasileño que jugaba como delantero.

## Selección nacional
Fue internacional con la selección de fútbol de Brasil en 8 ocasiones y convirtió 3 goles. Formó parte de la selección que obtuvo el tercer lugar en la Copa del Mundo de 1938.

### Participaciones en Copas del Mundo
| Mundial                        | Sede    | Resultado    | Partidos | Goles |
| ------------------------------ | ------- | ------------ | -------- | ----- |
| Copa Mundial de Fútbol de 1938 | Francia | Tercer lugar | 2        | 1     |

### Participaciones en Copas América
| Copa                         | Sede      | Resultado  |
| ---------------------------- | --------- | ---------- |
| Campeonato Sudamericano 1937 | Argentina | Subcampeón |

## Clubes
| Club          | País   | Año       |
| ------------- | ------ | --------- |
| Flamengo      | Brasil | 1933-1935 |
| São Cristóvão | Brasil | 1936-1942 |